# آرامگاه سهل‌الدین
بقعه سهل الدین (سهل نایو) مربوط به دوران‌های تاریخی پس از اسلام است و در رومشکان ، بخش مرکزی، روستای تیل کش واقع شده و این اثر در تاریخ ۲۳ شهریور ۱۳۸۲ با شمارهٔ ثبت ۹۹۹۶ به‌عنوان یکی از آثار ملی ایران به ثبت رسیده است.